# وایکوم محمد بشیر
 وایکوم محمد بشیر، ‏ (۲۱ ژانویه ۱۹۰۸–۵ ژوئیه ۱۹۹۴)، نویسنده، اومانیست، آزادی‌خواه و از جمله همراهان جنبش استقلال هند است. او که داستان‌نویسی به زبان مالایالم بود، به عنوان یکی از موفق‌ترین و برجسته‌ترین نویسندگان هندوستان شناخته شده است.

## سبک نوشتار
بشیر، به دلیل لحن غیرمتعارف خود در زبان شهرت دارد. او میان زبان ادبی و زبان گفتار مردم کوچه و بازار، تفاوتی نمی‌گذاشت و به درستی‌یِ جمله‌هایش از نظر دستوری اهمیتی نمی‌داد. با این‌حال وی اطلاعات گسترده‌ای دربارهٔ زبان مالایالم داشته است.

## زندگی
ترجمهٔ آثار وی به زبان‌های دیگر، تحسین جهانی را برای وی به دنبال داشته است. بشیر به دلیل شرکت در فعالیت‌های ضد استعماری، چند ماه را در زندان گذراند و پس از آزادی، شهر کرالا را ترک نمود و به نقاط مختلف هندوستان و آسیا و آفریقا سفر کرد. او در این سفر طولانی که هفت سال به طول انجامید، برای گذران زندگی و گرسنه نماندن، دست به کارهای گوناگونی زد و مشاغل بسیاری را تجربه کرد؛ از جمله: بافندگی، پیش‌گویی، آشپزی، روزنامه‌فروشی، میوه‌فروشی، حسابداری، نگهبانی، چوپانی و مشاغلی دیگر.
بشیر، پس از آن‌که برای بار دوم از زندان آزاد شد، حرفهٔ نویسندگی را به‌طور جدی دنبال کرد و در ابتدای کار، آثار چاپ شده‌اش را با خود از این خانه به آن خانه می‌برد و می‌فروخت. او بعدها دو دکهٔ کتاب‌فروشی در ارناکولام برپا کرد.
وی در سال‌های پایانی‌یِ عمرش از بیماری‌یِ روانی رنج می‌برد و دو بار نیز در بیمارستان بستری شد و تحت مداوا قرار گرفت. بشیر، یکی از معروف‌ترین آثار خود، یعنی بُزِ پاتهوما (Pathumma's Goat) را زمانی نوشت که برای درمان، در بیمارستان روانی بستری شده بود.
او پنجم ژوئیه سال ۱۹۹۴ در شهر بیپور درگذشت.

## درون‌مایهٔ داستان‌ها
انسانیت، عشق، گرسنگی و فقر، از درون‌مایه‌های اصلی‌یِ داستان‌های بشیر هستند.